# Neonauclea circumscissa
Neonauclea circumscissa är en måreväxtart som beskrevs av Colin Ernest Ridsdale. Neonauclea circumscissa ingår i släktet Neonauclea och familjen måreväxter. Inga underarter finns listade i Catalogue of Life.